# Suore missionarie pie madri della Nigrizia
Le Suore Missionarie Pie Madri della Nigrizia sono un istituto religioso femminile di diritto pontificio. Le suore di questa congregazione, dette comunemente Missionarie Comboniane, pospongono al loro nome la sigla S.M.C.

## Storia

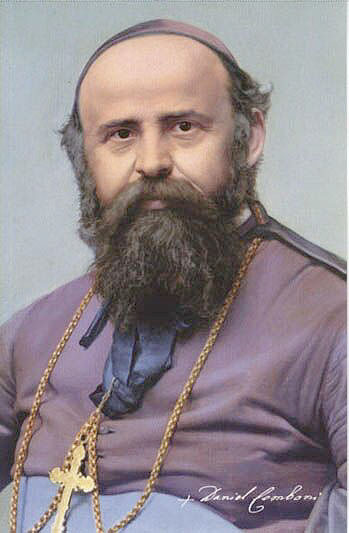
Daniele Comboni

La congregazione venne fondata da Daniele Comboni (1831-1881): dopo una breve esperienza come missionario in Sudan, nel 1864 scrisse il Piano per la rigenerazione dell'Africa, per focalizzare l'interesse della Chiesa a favore dell'evangelizzazione del continente nero. Nel 1867 fondò a Verona l'istituto per le Missioni Estere (i Figli del Sacro Cuore) e cercò di affiancargli una congregazione femminile che collaborasse nell'azione missionaria (le Vergini della Carità). Il tentativo di istituire il ramo femminile fallì e venne rimandato e Comboni si rivolse alle Suore di San Giuseppe dell'Apparizione, che affiancarono i suoi primi missionari nell'Africa centrale.
Sollecitato anche dalla congregazione di Propaganda Fide, il 1º gennaio 1872 Comboni diede inizio a Montorio Veronese all'istituto delle Pie Madri della Nigrizia: la partenza del fondatore per l'Africa privò la congregazione di una guida autorevole, ma le difficoltà vennero superate con l'entrata nell'istituto di Maria Bollezzoli, sotto il cui quasi trentennale governo le Pie Madri conobbero un rapido sviluppo.
L'8 dicembre 1874 il vescovo di Verona Luigi di Canossa consegnò alle prime otto aspiranti le costituzioni da lui riviste e approvate e permise loro di iniziare il noviziato: Comboni, tornato momentaneamente a Verona, ricevette la professione dei voti delle prime due suore della sua congregazione il 15 ottobre 1876.
Le prime religiose raggiunsero l'Africa nel 1877: la morte di Comboni e la rivolta mahadista in Sudan causarono nuove difficoltà alla congregazione (otto suore vennero catturate e rimasero a lungo prigioniere dei ribelli), ma sotto la guida della Bollezzoli le Pie Madri superarono la crisi e quando i tempi lo consentirono ripresero la loro missione. Il maggiore sviluppo della congregazione avvenne tra il 1930 e il 1960, quando le religiose estesero la loro opera ai territori del Medio Oriente e delle Americhe.
La congregazione ricevette il pontificio decreto di lode il 22 febbraio 1897 e le sue costituzioni vennero approvate definitivamente dalla Santa Sede il 10 giugno 1912.

## Attività e diffusione
Il fine specifico delle comboniane è l'opera missionaria presso i popoli dell'Africa, ma lavorano nel campo dell'evangelizzazione anche nei paesi di altri continenti.
Sono presenti in Europa (Germania, Italia, Polonia, Portogallo, Regno Unito, Spagna), in Africa (Camerun, Repubblica Centrafricana, Ciad, Repubblica Democratica del Congo, Egitto, Eritrea, Etiopia, Kenya, Mozambico, Sudan, Togo, Uganda, Zambia), nelle Americhe (Brasile, Colombia, Costa Rica, Ecuador, Guatemala, Messico, Perù, Stati Uniti d'America) e in Asia (Emirati Arabi Uniti, Giordania, Israele); la sede generalizia è in viale Tito Livio a Roma.
Nel Capitolo generale del 2016 è stata eletta Superiora generale dell'istituto sr Luigia Coccia. Al 31 dicembre 2008, la congregazione contava 1 529 religiose in 192 case.